# لا تراهن للشيطان برأسك
"لا تراهن للشيطان برأسك"، (بالإنجليزية: Never Bet the Devil Your Head)‏ وغالبا ما تحمل عنوانا فرعيا "قصة مع عبرة"، هي قصة قصيرة كتبها الكاتب الأمريكي إدغار ألان بو، نشرت لأول مرة في عام 1841. حكاية ساخرة تسخر من فكرة أن كل الأدب ينبغي أن يكون ذا عبرة  وتسخر من الفلسفة المتعالية.